# Dichromopsyche nigroapicalis
Dichromopsyche nigroapicalis är en fjärilsart som beskrevs av James John Joicey och Talbot 1924. Dichromopsyche nigroapicalis ingår i släktet Dichromopsyche och familjen säckspinnare. Inga underarter finns listade i Catalogue of Life.